# Hidé (peuple)
Pour les articles homonymes, voir Hide (homonymie).
Les Hidé sont une population d'Afrique vivant dans les monts Mandara, principalement au nord du Cameroun, également au nord-est du Nigeria.

## Ethnonymie
Selon les sources et le contexte, on observe différentes formes : Ftour, Hde, Hdi, Hedi, Hide, Tourou, Tur, Turu, Turu-Hide, Xadi, Xde, Xedi.

## Langue
Ils parlent le hidé, une langue tchadique, dont le nombre total de locuteurs était estimé à 29 000 en 2001.